# Zawód zabójca
Zawód zabójca – amerykański kryminał z 2005 roku.

## Główne role
- Cuba Gooding Jr. – Mikey
- Helen Mirren – Rose
- Vanessa Ferlito – Vicki
- Macy Gray – Neisha
- Joseph Gordon-Levitt – Dr Don